# 四的法則
《四的法則》（英語：The Rule of Four）是美國小說家伊恩·柯德威及達斯汀·湯瑪遜於2004年所合著小說，主要圍繞《尋愛綺夢》，歷史上一本不尋常的書籍。華納兄弟已經購入該小說改編版權。

## 故事簡介
就讀普林斯頓大學的湯姆的父親是研究尋愛綺夢的學習，因而吸引了同樣對尋愛綺夢著迷的保羅，保羅主動結識了湯姆。在大學四年的時候，保羅選擇了尋愛綺夢為畢業論文的研究目標，他終日沉醉於相關的文獻中，但著無進展，直至一日一位研究生將一份守港人的日記交予保羅，內裡記載了尋愛綺夢的重要關連，保羅的研究才有進展。不過這位研究生突然被謀殺，激起了眾人對保羅研究結果的爭奪戰，保羅和湯姆已經解開書中的謎團，保羅的指導老師卻欲將結果據為己有。最後，保羅終於去到羅馬發掘書中的秘密，並邀請湯姆同行。